# 妮娜·西蒙

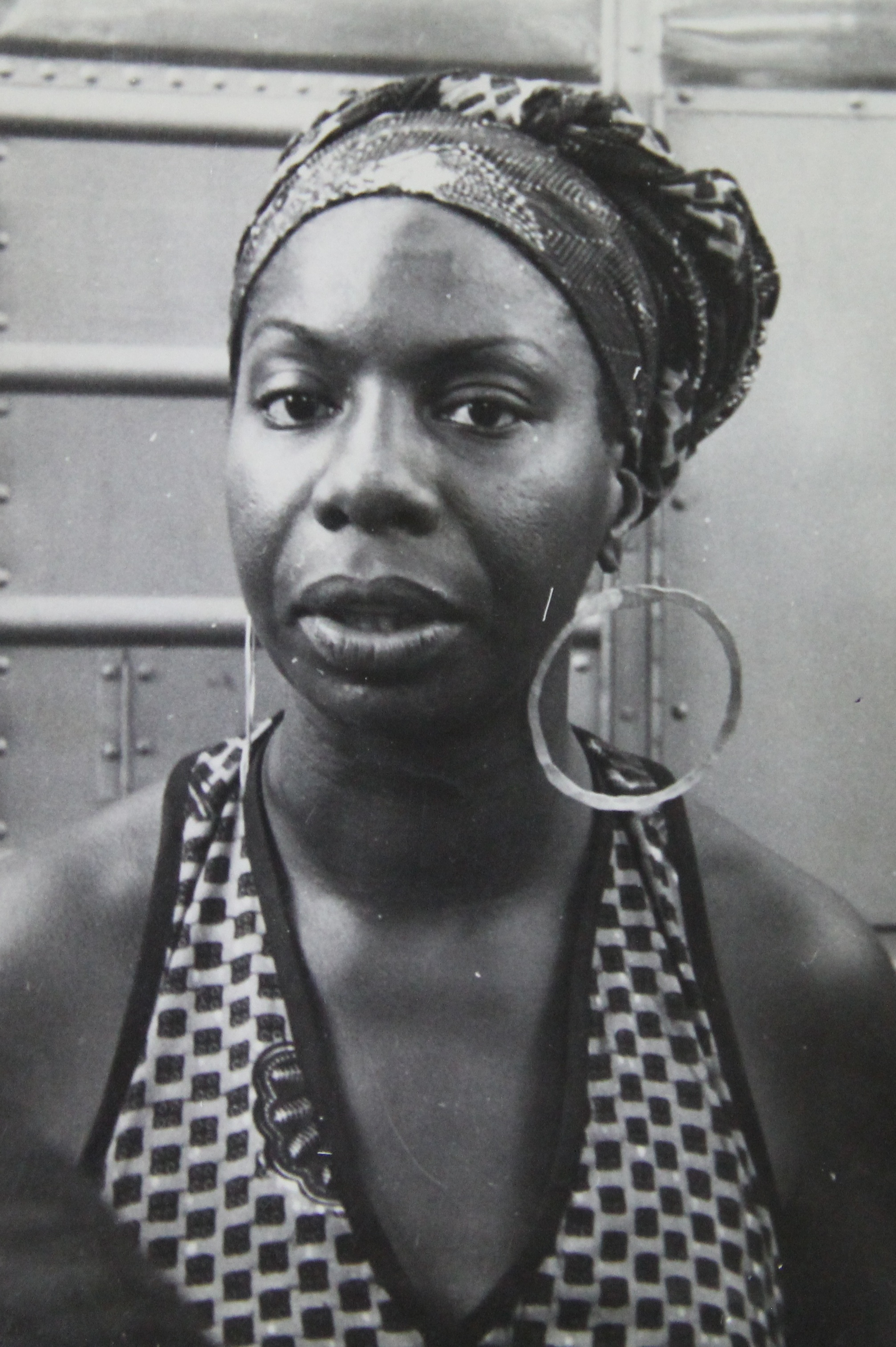
1969年時的西蒙

妮娜·西蒙（Nina Simone，1933年2月21日—2003年4月21日），原名尤妮斯·凱瑟林·偉蒙（Eunice Kathleen Waymon），是一名美國歌手、作曲家與鋼琴表演家。雖然一般人認為她是一位優秀的爵士女伶，但妮娜不喜歡被這樣歸類。她的創作歌曲類型主要包括有藍調、節奏藍調和靈魂樂。她的演唱方式則以富有情感、帶有氣息的變化音（tremolo）為主要特色。她的名字有時也譯做妮娜·席夢。

## 童年
西蒙出生於南卡羅萊納州的崔恩鎮（Tryon），家中共有八個孩子，她就像當時的非裔孩童一樣，喜歡在教會裡唱福音聖歌，並受到了聲樂家瑪麗安·安德森（Marian Anderson）的啟蒙。在西蒙的童年時期，她就開始學鋼琴，並顯現出她卓越的演奏天份，在她10歲公開演奏時，西蒙的父母一反當時種族順位的慣例（凡不是白人者，一律都坐在後排位置），往前坐到了前排的位置，而且拒絕換位到後面，這件事情讓西蒙後來加入了美國種族平權的活動。

## 就學
17歲時，西蒙搬到了賓州的費城。並開始教鋼琴，同時也做一些伴奏歌手的工作，當時她曾獲紐約市知名的茱莉亞學院入學許可，但由於她籌不足學費，也找不到有力的保證人，只好放棄入學。後來西蒙又向另一家寇蒂斯音樂學院（Curtis Institute of Music）申請入學，主修鋼琴，但在面試時被拒絕了。西蒙曾說，她認為被拒的原因有很大一部份在於她的膚色。

## 爵士生涯
1954年，西蒙21歲時，她正式以藝名「妮娜西蒙」在大西洋城夜總會登台演唱爵士與藍調歌曲。「妮娜」（Nina）是她男友稱她的西班牙語小名（在西班牙語中，Nina代表了「女孩」）；「西蒙」則是取自於法國知名女演員西蒙娜·西戈諾雷特（Simone Signoret）的名字。
1959年，西蒙以《我愛你，波吉》（I Loves You Porgy）一曲中的哀傷動人唱腔，獲得了爵士樂界的注目。《我愛你，波吉》是歌劇家喬治·蓋希文在歌劇《波吉與貝絲》中的著名歌曲。西蒙並因此曲而成為美國唱片銷售排行前40位著名的爵士歌手。隨後西蒙又唱出了《我的愛人只在乎我》（My Baby Just Cares for Me）的著名單曲。此曲在1980年代在英國是廣為人知的香奈兒五號香水廣告曲。
1960年代，西蒙積極參與種族平權運動，演唱了許多有關敘述非裔美國人在種族不平權下生活的歌曲。如：
- 知名的《要年輕、有天賦和膚色黑》（To Be Young, Gifted and Black；此曲被美國靈魂歌后艾瑞莎·弗蘭克林在1980年代廣為傳唱）
- 《剝削的憂傷》（Backlash Blues）
- 《天殺的密西西比》（Mississippi Goddam；這首歌是針對當時一連串針對非裔美人的謀殺案件所寫的，包括有民權領袖麥格·艾佛斯Medgar Evers被暗殺，伯明罕教會炸彈案與阿拉巴馬州四位黑人小孩被謀殺的案件）
- 《希望我知道自由的滋味》（I Wish I Knew How it Would Feel to be Free）
- 《海盜珍妮》（Pirate Jenny；由柯特·懷爾作曲）

1961年，西蒙發行了一張民歌風格的唱片《日昇之屋》（House of the Rising sun），這張唱片後來被搖滾歌手鮑伯·狄倫 Bob Dylan又翻唱之後，變成動物保護行動的主題曲。此外亦有知名歌曲如《我對你下了些魔法》（I Put a Spell on You；原唱是Screamin' Jay Hawkins），《四位女人》（Four Women）、《我將釋放》（I shall be released）與《我活著》（Aint got no (I got life)）。
在西蒙走紅的這段時期，她以藝術家般的演出令人印象深刻，沒有豪華的爵士大樂隊，而只有民歌般簡單的演奏團體。在演唱時，西蒙能夠很快的從福音美聲唱腔轉為爵士藍調的憂鬱唱腔，並在許多爵士歌曲中加入了歐洲古典樂與賦格的唱法，如知名的《我們都知道》（For All We Know）。
1968年電影《天羅地網 (1968年電影)》中，選入了西蒙的歌《罪人》（Sinner Man），使得她的知名度廣為擴散。（此電影在1999年由皮爾斯·布洛斯南重演）
1971年，西蒙離開美國，原因有很多，包括了與經紀人、唱片商的不合，也包括了稅務不清與種族活動的各種爭議。西蒙在1978年回到美國，隨後因逃稅而被逮捕了一陣子（她曾在越戰時拒絕繳稅了幾年），她曾住在一些不同的國家，如加勒比、非洲、歐洲，以60歲的高齡仍在朗尼·史葛於倫敦開辦的朗尼史葛爵士俱樂部中演唱。

## 晚年
1995年，西蒙被報導以玩具BB槍射擊鄰居小孩，原因只是因為小孩笑聲吵鬧到她的專注，因此揭露了西蒙在音樂世界中難相處、難以協調的一些特性，雖然她的舞台作風的確有些傲慢而且疏離，但西蒙對這些評論都給與正面的回應。在西蒙的晚年，她傳出許多與歌迷戀愛而且訂婚的逸事，也有許多趣聞，基於她時而幽默、時而權威的演唱作風，她得到了一個「靈魂教母」（High Priestess of Soul）稱號。
她的女兒西蒙（Simone/Lisa Celeste Stroud/Lisa Simone Kelly）是歌手兼舞台劇演員，曾在紐約百老匯舞劇《阿依達》中演出。
西蒙的自傳《我對你下了些魔法》（I Put a Spell on You ISBN 0-306-80525-1）在1992年出版。1993年她開始定居在法國南部的Aix-en-Provence。2003年她在睡夢中去世，地點是Carry-le-Rouet。1993年後有不少電影採用了她的歌曲，包括1993年的《一觸即發》、1996年的《羅密歐與茱麗葉》、1999年新版的《天羅地網 (1999年電影)》、2006年的《內陸帝國》、2011年的《逆轉人生》和2015年的《紳士密令》，使得西蒙的歌開始受到一些年輕世代的喜愛。以她為題材的紀錄片《妮娜西蒙：女伶的靈魂》（What Happened, Miss Simone?）則入圍了2016年第88屆奧斯卡金像獎。

## 西蒙的名句
- 爵士是白人對黑人音樂的用詞。我說我的音樂是黑人古典音樂。（Jazz is a white term to define Black people. My music is Black classical music.）

## 延伸阅读
- Acker, Kerry. . Introduction by Betty McCollum. Philadelphia: Chelsea House. 2004. ISBN 978-0-791-07456-5.
- Brun-Lambert, David. . Introduction by Lisa Celeste Stroud, afterword by Gerrit de Bruin. Zwolle: Sirene. October 2006 [2006]. ISBN 90-5831-425-1 （荷兰语）.
- Cohodas, Nadine. . New York: Pantheon Books. 2010. ISBN 978-0-375-42401-4.
- Elliott, Richard. . Icons of Pop Music. Sheffield, UK: Equinox. 2013. ISBN 978-1-845-53988-7.
- Hampton, Sylvia; Nathan, David. . Introduction by Lisa Celeste Stroud. London: Sanctuary. 2004 [2004]. ISBN 1-86074-552-0.
- Light, Alan. . New York: Crown Archetype. 2016. ISBN 978-1-101-90487-9.
- Simone, Nina; Stephen Cleary. . Introduction by Dave Marsh 2nd. New York: Da Capo Press. 2003 [1992]. ISBN 0-306-80525-1.
- Stroud, Andy. . Introduction by Lisa Simone Kelly. Philadelphia: Xlibris. 2005. ISBN 978-1-599-26670-1.[自述来源]
- Williams, Richard. . Edinburgh: Canongate. 2002. ISBN 978-1-841-95368-7.

## 外部連結
- 官方網站
- L'hommage: Nina Simone - Tribute and Archival site
- BBC的專評（页面存档备份，存于）
- Mark Anthony Neal描寫西蒙的文章